# Miguel Araújo
Miguel Costa Pinheiro de Araújo Jorge (Maia, 13 de julio de 1978), conocido artísticamente como Miguel Araújo, es un cantante y compositor portugués.
Es líder de la banda musical Os Azeitonas y desde 2012 ha desarrollado una carrera en solitario.

## Biografía
Miguel Araújo se interesó por la música desde joven, pues sus tíos tocaban en un grupo. Cuando tenía 11 años le regalaron un bajo. Más tarde la cambió por la guitarra para componer y cantar al mismo tiempo.
En 2002 fundó con varios amigos universitarios la banda de rock alternativo Os Azeitonas, de la que era vocalista y guitarrista. En aquella época firmaba sus primeras canciones con el seudónimo «Miguel AJ». Años después recibió una oferta del músico Rui Veloso, considerado padre del rock portugués, para que grabara con su sello. Los discos Um Tanto ou Quanto Atarantado (2005) y Rádio Alegría (2007) le sirvieron para darse a conocer. Al tiempo, sacó bajo el apodo «Mendes» otra formación, el dúo Mendes e João Só, y colaboró con el cómico Nuno Markl.
A raíz de su éxito con Os Azeitonas, firmó un contrato con el sello EMI y publicó su debut en solitario, Cinco dias e meio (2012). El sencillo de lanzamiento, Os Maridos das Outras, obtuvo mucha repercusión en las radiofórmulas nacionales, mientras que el álbum fue disco de oro. Por otro lado, con Os Azeitonas fue nominado al «mejor artista portugués» en los MTV Europe Music Awards de 2012.
En abril de 2014 lanzó con Warner Music el segundo LP, Crónicas da Cidade Grande, que entró directamente en el número 1 de iTunes en la primera semana. Para ese trabajo contó con las colaboraciones de Ana Moura, Marcelo Camelo (Los Hermanos), el cantante Antonio Zambujo y la debutante Inês Viterbo en Balada Astral, otro de sus mayores éxitos.

## Discografía
- Cinco Dias e Meio (2012, EMI)
- Crónicas da Cidade Grande (2014, Warner Music)